# Bitwa pod Ozieryszczami
Bitwa pod Ozieryszczami – część wielkiej bitwy nad Autą. Walki polskiego 31 pułku Strzelców Kaniowskich z sowiecką 81 Brygadą Strzelców w czasie lipcowej ofensywy Frontu Zachodniego Michaiła Tuchaczewskiego w okresie wojny polsko-bolszewickiej.

## Położenie wojsk przed bitwą
Polskie ugrupowanie obronne
1 Armia gen. Gustawa Zygadłowicza dysponowała 34 000 żołnierzy i 186 działami. Ugrupowana była w sposób następujący:
- Na lewym skrzydle, w przesmyku między Dźwiną i jeziorem Jelnia, rozwinęła się grupa ppłk. Jerzego Sawy-Sawickiego w składzie 33 pułk piechoty, III batalion 155 pułku piechoty, dywizjon 18 pułku ułanów i 3 baterie artylerii[3].
- grupa gen. Lucjana Żeligowskiego w składzie 8. i 10 Dywizja Piechoty broniła się w centrum ugrupowania i osłaniała kierunek Hermanowicze – Wilno.
- Prawe skrzydło armii stanowiła grupa gen. Władysława Jędrzejewskiego w składzie 7 Brygada Rezerwowa i IX Brygada Piechoty.

Armia Czerwona
Front Zachodni Michaiła Tuchaczewskiego liczył około 150–160 tys. żołnierzy i dysponował 772 działami.
Plan natarcia wojsk sowieckich
Plan Michaiła Tuchaczewskiego zakładał dwustronne oskrzydlenie polskiej 1 Armii gen. Zygadłowicza, okrążenie jej i zniszczenie w rejonie Łużki – Głębokie.
W tym celu:
- 4 Armia Jewgienija Siergiejewa w składzie 12., 18. i 3 Dywizja Strzelców oraz 164 BS z 3 Korpusem Kawalerii Gaja w składzie 10. i 15 DK miała nacierać między Dźwiną a Dzisną, przez Dryhucze – Szarkowszczyznę – Hermanowicze i rozbić lewe skrzydło polskiej 1 Armii.
- 3 Armia Władimira Łazarewicza w składzie 5., 6., 21. i 56 Dywizja Strzelców otrzymała zadanie uderzyć od południa przez Dokszyce –Parafianowo i rozbić prawe skrzydło wojsk gen. Zygadłowicza.
- 15 Armia Augusta Korka w składzie 4., 11., 15., 16., 33. i 54 Dywizja Strzelców miała wykonać w centrum uderzenie pomocnicze, wiązać oddziały polskie walką i uniemożliwić przerzucenie odwodów na zagrożone skrzydła[4][9].
- 16 Armia Sołłohuba oraz Grupa Mozyrska Tichona Chwiesina miały związać siły polskiej 4 Armii i Grupy Poleskiej[10].

Całością sił uderzeniowych dowodził dowódca Frontu Zachodniego Michaił Tuchaczewski.

## Przebieg bitwy

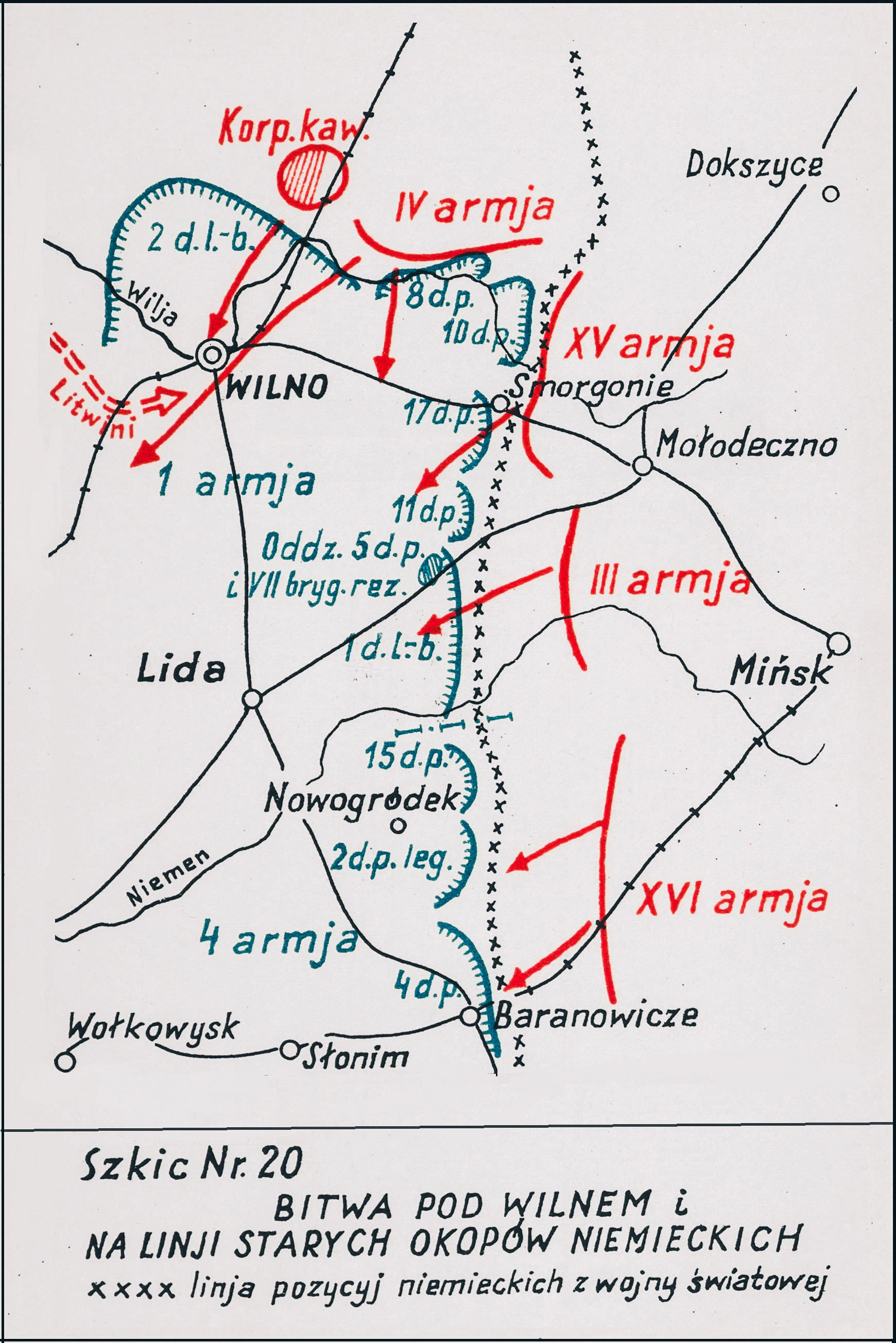
Adam Przybylski
Wojna Polska 1918–1921

W ostatnich dniach czerwca 1920 z Wileńszczyzny do Mińska przybył 31 pułk Strzelców Kaniowskich. Początkowo stanowił odwód wojsk gen. Szeptyckiego.
4 lipca wojska Frontu Zachodniego Michaiła Tuchaczewskiego rozpoczęły natarcie.
Trzy armie sowieckie uderzyły na polską 1 Armię i przełamały jej obronę.
5 lipca na rozkaz dowódcy frontu gen. Szeptyckiego, 1 Armia przystąpiła do odwrotu na linię Milcza – Budsław – Postawy – Koziany. Front polski nad Autą został przełamany, a sowieckie dywizje parły na zachód.
Sowiecka 3 Armia skierowana została na Mińsk.
7 lipca, dywizje sowieckiej 16 Armii zaatakowały stojącą nad Berezyną 2 Dywizję Piechoty Legionów.
W celu wsparcia oddziałów 2 Dywizji Piechoty Legionów, pułk został przydzielony do grupy płk. Żymierskiego i 7 lipca bataliony przegrupowały się do Żodzina i obsadziły pozycje obronne. III batalion stanowił odwód 10 pułku piechoty. Przez kolejne dni bataliony prowadziły działania opóźniające w kierunku Mińska.
W tym czasie nieprzyjaciel wprowadził do walki odwodową 27 Dywizję Strzelców Witowta Putny z zadaniem natarcia wzdłuż traktu i linii kolejowej w kierunku na Mińsk.
10 lipca bataliony 31 pp przybyły do Mińska. II batalion obsadził linię byłych okopów niemieckich, a III batalion wysłany został na pomoc 2 pułkowi piechoty Legionów i zajął stanowiska pod Ozieryszczami.
Na skutek niepomyślnego rozwoju sytuacji na froncie, dowództwo polskie zrezygnowało z planowanej obrony Mińska i nocą z 10 na 11 lipca zarządziło odwrót. Rozkazy nie dotarły jednak na czas do III batalionu, a rano 11 lipca pozycję batalionu zaatakowała 81 Brygada Strzelców. Kontratakowały 9 i 11 kompanie. Poniosły przy tym ogromne straty. 9 kompania prawie cała wyginęła. Zginął między innymi jej dowódca ppor. Wiktor Kloss, a ciężko ranny został ppor. Konstanty Jankowski. Z pozostałych kompanii ciężko ranni zostali por. Bronisław Golub oraz ppor. Janusz Dobrski.
Uratowano jednak broń maszynową, po czym zdziesiątkowany batalion wycofał się w okoliczne bagna i lasy.

## Bilans walk
Walka zakończyła się przegraną III/31 pułku Strzelców Kaniowskich. Batalion stracił około dwustu żołnierzy. Jego postawę docenił dowódca sowieckiej 27 Dywizji Strzelców Witowt Putna, pisząc we wspomnieniach o „nadzwyczajnym” oporze Polaków pod tą miejscowością.